# اوا مادارنگ
اوا مادارنگ (انگلیسی: Eva Madarang؛ زادهٔ ۱۳ سپتامبر ۱۹۹۷) بازیکن فوتبال است.
وی همچنین در تیم ملی فوتبال زنان فیلیپین بازی کرده‌است.